# Okręg wyborczy Marylebone East
Okręg wyborczy Marylebone East powstał w 1885 r. i wysyłał do brytyjskiej Izby Gmin jednego deputowanego. Okręg obejmował wschodnią część Metropolitan Borough of St Marylebone w Londynie. Został zlikwidowany w 1918 r.

## Deputowani do brytyjskiej Izby Gmin z okręgu Marylebone East
- 1885–1889: lord Charles Beresford, Partia Konserwatywna
- 1889–1906: Edmund Boulnois, Partia Konserwatywna
- 1906–1910: lord Robert Cecil, Partia Konserwatywna
- 1910–1918: James Boyton